# Comunidad de aglomeración del Cotentin
La comunidad de aglomeración del Cotentin (en francés communauté d'agglomération du Cotentin) es una estructura intercomunal francesa, situada en el departamento de Mancha, de la región de Normandía. Su sede está en Cherburgo-en-Cotentin.
Fue creada el 1 de enero de 2017, en aplicación de una resolución del prefecto de Mancha del 4 de noviembre de 2016.